# Cymodusa convergator
Cymodusa convergator är en stekelart som först beskrevs av Aubert 1972.  Cymodusa convergator ingår i släktet Cymodusa och familjen brokparasitsteklar. Inga underarter finns listade i Catalogue of Life.